# Slaget vid Prag (1757)
Slaget vid Prag var under sjuårskriget ett fältslag som stod utanför Prag den 6 maj 1757 där Preussens armé under Fredrik II besegrade en österrikisk armé som leddes av prins Karl Alexander av Lothringen. 
Fredrik gick under 1757 års fälttåg först till anfall mot österrikarna och när han ryckte in i Böhmen mötte han dessa utanför Prag. Delar av den slagna armén tog skydd i Prag. De stora preussiska förlusterna under slaget gjorde dock att Fredrik inte ansåg sig tillräckligt stark att storma Prags murar.

## Källor

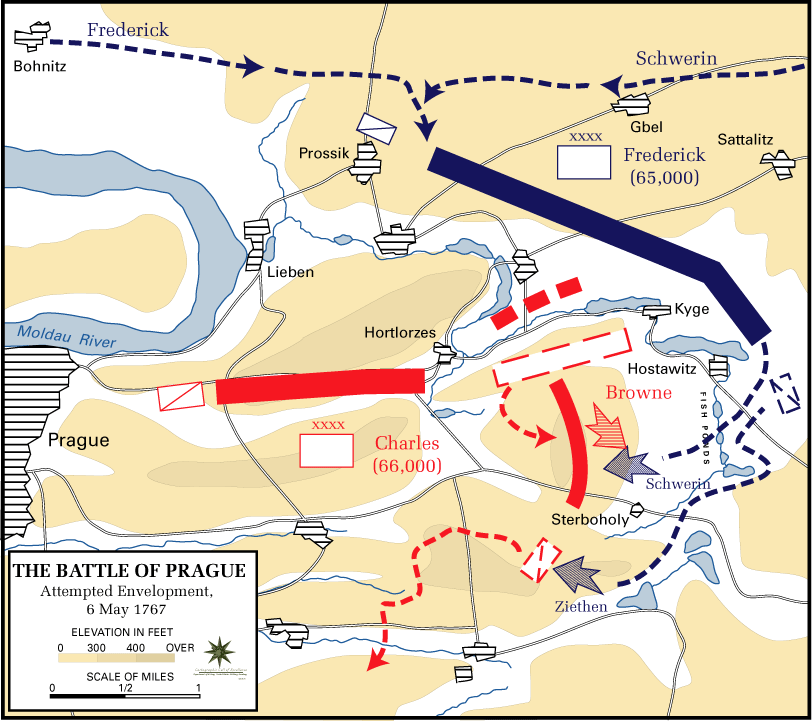
Försök till omfattning.

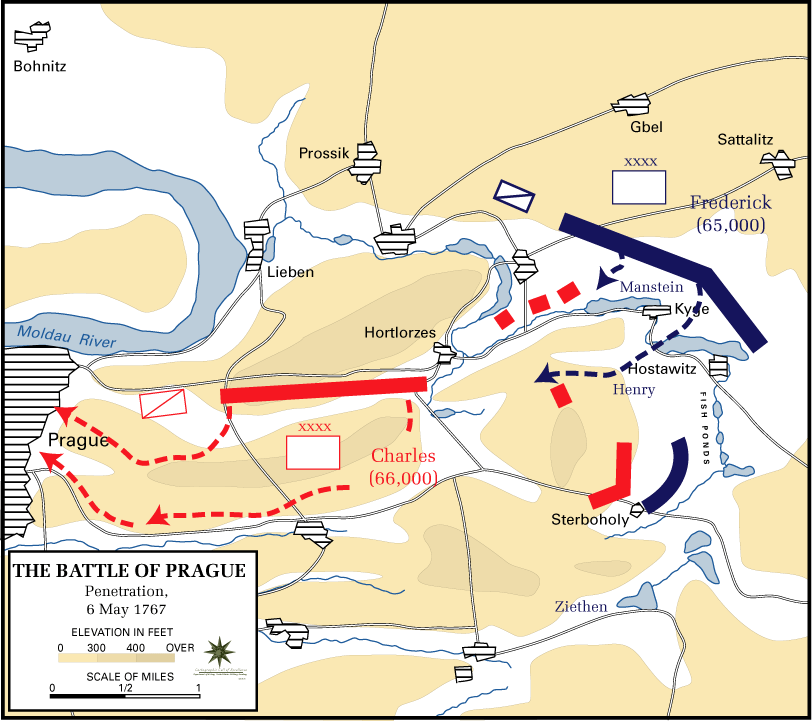
Genomträngning.